# Agni Yoga
Agni Yoga (auch Lebendige Ethik genannt) ist eine esoterische Lehre, die sich als Fortsetzung der Theosophie in der Folge von Helena Blavatsky versteht. Sie wurde von der Russin Helena Roerich und ihrem Ehemann, dem Maler Nicholas Roerich, begründet.

## Grundlage
Grundlage der Lehre ist eine Schrift mit Namen Agni Yoga (Agni ist das Sanskrit-Wort für „Feuer“), die zwischen 1920 und 1940 von Helena Roerich niedergeschrieben und in einem Pariser und einem Rigaer Verlag veröffentlicht wurde. Roerich nennt als Autoren die Bruderschaft der Mahatmas von Shambhala, auch Meister der Weisheit genannt, und gibt an, dass ihr die Schrift von diesen übermittelt wurde.
Die Schrift Agni Yoga besteht aus den folgenden 14 Büchern: Blätter aus dem Garten Moryas I, Blätter aus dem Garten Moryas II, Gemeinschaft, Agni Yoga, Unbegrenztheit I, Unbegrenztheit II, Hierarchie, Herz, Feurige Welt I, Feurige Welt II, Feurige Welt III, Aum, Bruderschaft I und Bruderschaft II.
Die in Russisch verfasste Schrift wurde in zahlreiche Sprachen übersetzt.

## Verbreitung
Die ersten Agni Yoga- bzw. Roerich-Gesellschaften bildeten sich, ausgehend von New York einerseits und der lettischen Hauptstadt Riga andererseits, ab 1927. Nicholas Roerich hatte bei mehreren Aufenthalten in den Vereinigten Staaten in den 1920ern und 1930ern ein kleines Netzwerk unter theosophisch interessierten Künstlern gebildet. 1921 wurde in der Upper West Side das Nicholas Roerich Museum und 1924 die erste Agni Yoga Society gegründet. Nach Deutschland bzw. Österreich kam die Bewegung durch die Einwanderung lettischer Anhänger nach dem Zweiten Weltkrieg. Hier gründete Leopold Brandstätter (auch Leobrand genannt) ab 1953 Schulen und Gruppen. Er veranlasste die erste Übersetzung der Agni-Yoga-Bücher ins Deutsche und veröffentlichte zahlreiche Schriften zu Einführung und Vertiefung der Lehre.
Nach dem Zusammenbruch der Sowjetunion breiteten sich seit 1991 Agni-Yoga-Gesellschaften vor allem in Russland, in den baltischen Staaten und den sonstigen Nachfolgestaaten der Sowjetunion aus. Befördert wurde dies durch ein durch das Ende des Kommunismus entstandenes Sinn-Vakuum. Inzwischen gibt es solche Gesellschaften in einer Reihe von Ländern.
Die Gesellschaften sind in den allermeisten Fällen formlose Zusammenschlüsse ohne formelle Mitgliedschaft. Eine übergeordnete Organisation gibt es weder in den einzelnen Ländern noch weltweit. Es ist daher kaum möglich, die Zahl der Anhänger genau festzustellen. Laut Kultusministerium der Russischen Föderation gibt es in Russland und den übrigen Nachfolgestaaten der UdSSR rund 5000 Agni Yoga- bzw. Roerich-Gesellschaften. Laut Liane Wobbe wird die Anzahl der Anhänger in Deutschland regional verstreut auf 300 geschätzt. Es gebe ungefähr 40 Gemeinschaften, die unterschiedlich organisiert sind.

## Inhalte der Lehre
Die Schriften des Agni Yoga behandeln Themen wie: Evolution, Hierarchie, Karma, Wiedergeburt, Gottesvorstellung, Jenseitsvorstellung, Unsterblichkeit, Bedeutung und Erweiterung des Bewusstseins, Sinn des Lebens, Sinn des Leidens, Erziehung eines neuen Menschen und Schaffung einer besseren Welt.
Die Lehre des Agni Yoga geht davon aus, dass das Universum aus Materie gebildet wird. Wobei der Materie-Begriff auch feinstoffliche Entitäten umfassen soll. Das höchste kosmische Gesetz sei das Gesetz der Einheit, wonach jedes Sein nur in Wechselwirkung mit allem Sein möglich sein soll. Die Menschen müssten, um das wahre Glück und Harmonie mit dem Universum zu erreichen, Unwissenheit überwinden. Es gäbe dabei drei Arten von Wissen: wissenschaftliches, religiöses und künstlerisches. In der heutigen Zeit sei die Wissenschaft die wichtigste Form. „Wissenschaft“ soll dabei nicht nur Physik oder Biologie, sondern auch psychologische und spirituelle Fragen umfassen. Agni Yoga propagiert unter diesen Vorzeichen eine Synthese von Religion und Wissenschaft. Zur Vervollkommnung müsse der Mensch auch künstlerisch-kreativ arbeiten.
Agni Yoga integriert die verschiedensten religiösen und philosophischen Schriften, Lehren und Lehrer in sein Weltbild. Es finden sich Texthinweise auf die Veden, die Bibel und buddhistische Schriften. Aus dem Koran sind keine Zitate erkennbar, doch wird auch der Prophet Mohammed als geistiger Lehrer angesehen. Viele Heilige sowohl der katholischen als auch der russisch-orthodoxen Tradition finden mit ihren Leben oder ihren Aussprüchen Erwähnung. Es werden Eigenschaften, Einzelheiten aus dem Leben und Worte Jesu zitiert, die nicht biblisch sind.
Der wichtigste Unterschied zur Lehre des Christentums besteht darin, dass dieses nicht an Karma und Wiedergeburt glaubt, die für Agni Yoga grundlegende Gesetze sind.

## Rezeption
Die Aufgabe des Menschen sei im Agni Yoga, sich zum „Gottmenschen“ höherzuentwickeln. Dies sei „als im westlich-abendländischen Horizont entstandene Vermengung der Fortschritts- und Wissenschaftsgläubigkeit des 19. und 20. Jahrhunderts mit Vorstellungen eines medial empfangenen okkulten Geheimwissens sowie der religiösen Sehnsucht nach Unsterblichkeit anzusehen“, schreibt Jörg Pegelow. Der Anspruch, mit Agni Yoga eine neue, ideale Welt errichten zu können, indem sich die Menschheit einer hierarchischen Ordnung unterwirft sei „als utopisch im Wortsinne zu bezeichnen: Es handelt sich um einen Ort, den es nicht gibt und aller menschlichen Erfahrung nach nicht geben wird“.